# Retour à la normale...
Retour à la normale... est un slogan de Mai 68,,.
Il est décliné en affiche par l'« Atelier populaire »  (ou « Atelier des beaux-arts »), surnoms soixante-huitards donnés à l'École des beaux-arts de Paris, le 8 juin 1968,.
Cette première affiche sera reproduite par l'Atelier des beaux-arts de Lyon.

## Contexte historique
Le 30 mai 1968, au plus fort de la contestation étudiante et ouvrière, le général de Gaulle annonce la dissolution de l'Assemblée nationale et l'organisation d'élections législatives.
Le 31 mai, l'essence revient dans les stations-services et la presse rapporte que des chars convergent vers Paris et que des unités en armes se regroupent au camp de Frileuse. La police et l'armée reprennent possession d'émetteurs de l'ORTF occupés.
Après des assemblées organisées dans les entreprises pour pousser, branche par branche, à la reprise du travail, alors que la base, depuis le 27, avait rejette unanimement les accords de Grenelle, les syndicats laissent la place aux CRS pour évacuer les dernières usines occupées.
Plusieurs épisodes violents se déroulent début juin, notamment à Renault-Flins les 7 et 10 et à Peugeot-Montbéliard-Sochaux le 11. Ces affrontements provoquent la mort du lycéen Gilles Tautin le 10 juin à Flins et celle de Pierre Beylot, ouvrier de 23 ans, tué par balle, le matin du 11 juin à l'usine Peugeot de Sochaux. Les grèves cessent progressivement.
C'est dans ce contexte qu'est éditée cette affiche.

## Analyses
- « Le syntagme « retour à la normale » renvoie de prime abord au discours de l’autorité (éventuellement relayé par les médias) ; en tant que séquence linguistique, il peut éventuellement être lu déjà de manière ironique, comme le triste constat d’une soumission consensuelle. Or son interaction avec l’image des moutons renvoie ce fragment à une seule énonciation possible, celle de l’autorité, pour souligner par le contraste iconique ce que recouvre réellement cette formule d’apaisement. »[7]

- « Ce troupeau qui revient au bercail est perçu par le lecteur comme étant affligé d’un comportement stupide, pour tout dire « moutonnier ». Il renvoie à ces conduites aveugles dont Rabelais, avec la mésaventure de Panurge (Quart Livre), a définitivement fixé la figure. [...] On tient que ces moutons qui, après avoir commis quelques incartades, reviennent à leur point de départ, réveillent plus ou moins allusivement des représentations mentales un jour ou l’autre éprouvées par tout un chacun. On veut parler de ces postures où s’hallucine le tropisme du regressus ad uterum, dont le contraire (l’émancipation), est synonyme de malheur. »[8]

## Postérité
- Le 3 août, au Festival d'Avignon, un groupe de 9 comédiens de la région parisienne, constitué en Comité d'information des professionnels du spectacle, présente un spectacle Retour à la normale... (sketches, chansons, poèmes, enregistrements d'actualité…).
- « Beaucoup s’interrogent sur l’héritage de décembre [la révolte de la jeunesse athénienne de décembre 2008]. Et beaucoup sont déçus en observant combien les mois qui ont suivi ressemblent à un « retour à la normale », qui rappelle une affiche célèbre de mai 68 (montrant un troupeau de moutons et la phrase « retour à la normale » - une affiche créée après la fin des manifestations). L’esprit de décembre n’était pas seulement présent dans le spectacle des affrontements violents avec la police. Des gens, et en particulier, des jeunes, ont réalisé pendant ces journées, d'une manière ou d'une autre, qu’ils ont le pouvoir de mobiliser, le pouvoir d’auto-organiser et de créer sans avoir besoin d’un leadership politique éclairé. »[9]